# Lista de filmes portugueses de 1961
Lista de filmes portugueses de longa-metragem lançados comercialmente em Portugal em 1961, nas salas de cinema.
Notas: Na secção coprodução, passando o cursor sobre a bandeira aparecerá o nome do país correspondente.
| # | Filme                         | Realização        | Género         | Estreia       | Coprodução |
| - | ----------------------------- | ----------------- | -------------- | ------------- | ---------- |
| 1 | 1-2-3-4 ou Les collants noirs | Terence Young     | Drama, musical | 9 de maio     | França     |
| 2 | As Pupilas do Senhor Reitor   | Perdigão Queiroga | Drama          | 14 de janeiro | —          |
| 3 | Raça                          | Augusto Fraga     | Drama          | 17 de abril   | —          |